# Epheszoszi Hérakleitosz
Epheszoszi Hérakleitosz (kb. Kr. e. 535 – Kr. e. 475), (görögül: Ἡράκλειτος ὁ Ἐφέσιος) az Égei-tenger partján található Epheszoszban született preszókratikus filozófus. Karl Jaspers szerint egyike volt az ún. tengelykor (i. e. 800–200) meghatározó gondolkodóinak. Az emberi tudattól független anyagi valóság létezésének hangsúlyozása, az istenimádás elutasítása miatt a materializmus, az ellentétek szerepével kapcsolatos kutatásai miatt pedig a dialektika előfutárának is tekintik.

## Datálása és élete
Diogenész Laertiosz feljegyzései szerint Hérakleitosz Bloszón vagy Hérakón fia volt. Apja, Andronikosznak, a kolónia alapítójának volt a fia, aki Kodnosznak, Athén zsarnokának volt a fia. Akméjában az Olümpiasz 69. évében volt (Kr. e. 504-501). Ugyanezen állítással a kronológus Apollodórosznál is találkozhatunk, aki Hérakleitosz negyvenes éveit, negyven esztendővel későbbre teszi annál az időnél, amikor Anaximenész feltételezett akméja volt, s amikor Xenophanész elhagyta Kolophónt. Jelenleg elfogadott álláspont szerint Hérakleitosz az i. e. 6. században volt élete delén és számottevő filozófiai tevékenysége i. e. 480 körül ért véget.
Ugyancsak Diogenész feljegyzéseiben olvashatjuk, hogy Hérakleitosz visszautasította, hogy törvényeket alkosson az epheszosziak számára és inkább a gyermekekkel játszott az Artemisz-templomban. De életéről számos más legenda is fennmaradt, azonban életrajzának csupán azok a részletei fogadhatóak el bizonyosan, hogy Epheszoszban élt, régi arisztokrata családból származott, és rendkívül embergyűlölő volt.
Phleiuszi Timón az i. e. 3. században működő szatirikus Hérakleitoszt αίνικτής-nek, „rejtvényben szóló”-nak nevezte. Erről a tulajdonságáról kapta későbbi jelzőjét a σκοτεινός-t, latinul obscurus-t (homályos). Másik ismert jelzője a „síró filozófus” volt, ami részben abból a mondásából származott, miszerint minden dolog folyik, másrészt pedig abból, hogy Theophrasztosz μελαγχολα-t tulajdonított neki, bár ő ezen „indulatosságot” értett, és nem a szó későbbi és modern értelmében vett „melankóliát”.
A feljegyzések szerint hatvanéves korában „vízkórban” betegedett meg, azonban az orvosoknak nem engedte meg, hogy kezeljék. Tudni kell Hérakleitosztól, hogy azt állította, hogy az emberi lélek tűzből és vízből áll, a vízről pedig azt gondolta, hogy az emberi lény legrosszabb alkotóeleme. Míg a tűz a nemes célok felé emeli a lelket, a víz a legaljasabb szenvedélyek és a pusztulás fele tolja azt. Mivel az orvosokat elkergette, saját maga próbálta kezelni magát, így „egy istállóban, a trágya melege alá temette magát, azt remélve, hogy elpárolog testéből a víz.” Küzikoszi Neanthész szerint viszont azt parancsolta rabszolgáinak, hogy kenjék be trágyával, ezek után kifeküdt a napra, de miután a trágya felismerhetetlenné tette, felfalták a kóbor kutyák.

## Könyve

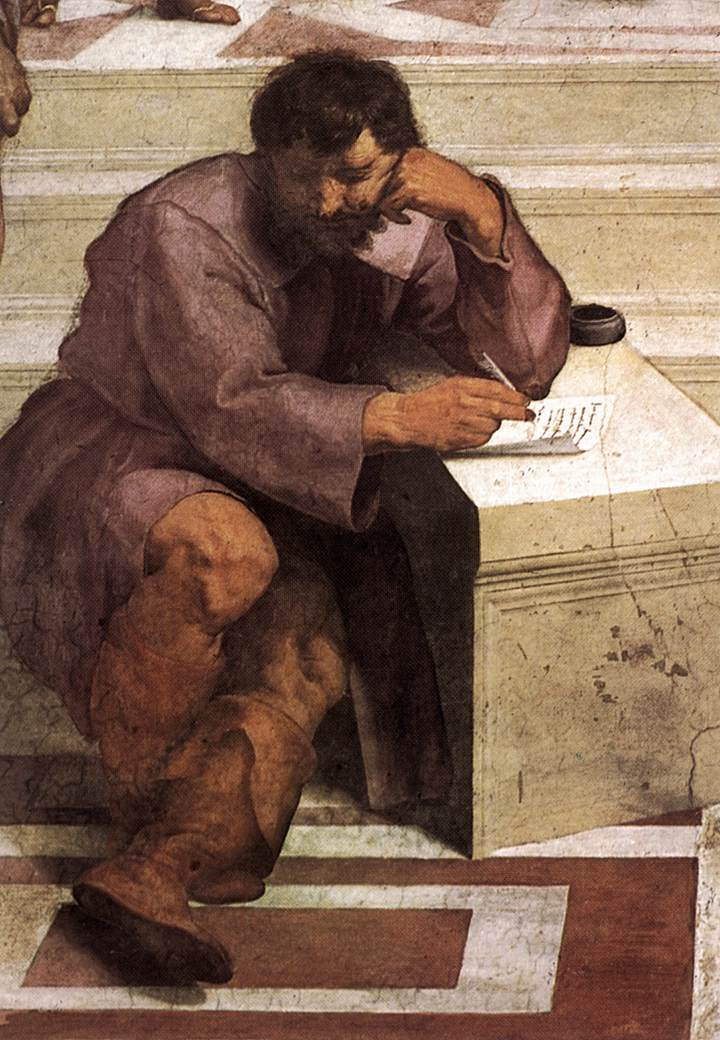
Hérakleitosz (Raffaello: Az athéni iskola c. festmény részlete)

Hérakleitosz valószínűsíthetően írt legalább egy könyvet. Diogenész Laertiosz szerint a könyv címe „A természetről” volt. Ugyancsak Diogenész feljegyzéseiben olvasható, hogy ez a könyv három fejezetre osztódott: a mindenségről szólóra, a politikára és a teológiára. Modern kori kommentátorok ezt a felosztást vitatják: Diels például azon a véleményen volt, hogy Hérakleitosz nem írt összefüggő könyvet, hanem csupán szóban tanított. Ezt az elméletet támasztja alá a mű tömörsége és könnyen megjegyezhető formája, nem hasonlítanak egy összefüggő, írásos munka alapján készült kivonatra. Ennek a nézetnek viszont ellentmond az 1. számú töredék, ami egy bonyolult szerkezetű mondattal kezdődik:
A Logoszt illetőleg, ami nem más, mint ez, az emberek mindig értetlennek bizonyultak, mind azelőtt, hogy meghallották volna, mind amikor már egyszer meghallották. Mert jóllehet, hogy minden e Logosz szerint történik, mégis a tapasztalatlanokhoz hasonlítanak, amikor olyan szavakat és tetteket tapasztalnak ki, amelyeket én elmagyarázok, midőn minden egyes dolgot megkülönböztetnek felépítése szerint, és kimutatom, hogyan van, de a többi ember ugyanúgy nincs tisztában azzal, amit ébren cselekszik, mint ahogy elfelejti, amit alvás közben tesz.
Sextus Empiricus: Adversus Mathematicos VII. 132.
Azonban az sem kizárt, hogy miután Hérakleitosz hírnévre tett szert, követői a bölcs mondásait egy könyvben gyűjtötték össze.
Hérakleitosz az ókorban a homályos fogalmazásáról volt híres. Kijelentései titokzatosak és szándékosan homályosan, jóslatszerűen voltak megfogalmazva, hogy csak azok értsék meg, akik szerinte érdemesek rá. A könyvet Diogenész szerint Szókratész is olvasta, majd a következőket mondta: „Amit meg lehet belőle érteni, az rendkívüli, amiből arra következtetek, hogy a többi része is ilyen, de hogy mélyre jusson az ember, déloszi búvárnak kell lennie.” Az Arisztotelész műveire támaszkodó Theophrasztosz azt panaszolta, hogy Hérakleitosz kijelentései vagy befejezetlenek, vagy következetlenek. Azonban sem Arisztotelész, sem Platón nem foglalkozott különösebben Hérakleitosszal, nagyon ritkán idézték, Platón csak alkalomszerűen említi, akkor is inkább humoros vagy ironikus formában, különösen a „minden dolog áramlik” kijelentésére fektetve a hangsúlyt. Később, amikor a sztoikusok Hérakleitoszt tették meg saját szellemi ősüknek, némely esetben továbbfejlesztették gondolatait (például a Természettel összhangban kell élni), más esetekben saját igényeiken megfelelően alakították Hérakleitosz nézeteit, így a ekpürószisz gondolatát is, amely szerint a világot időszakonként elemészti a tűz.

## Hérakleitosz gondolkodása
Hérakleitosz úgy tekintett saját magára, mint aki e világ felépítésével kapcsolatban olyasmiket is tud, amit a többi ember nem. Továbbá azt is elpanaszolja, hogy hiába akarja megosztani ezt a tudást, a többségnek nem sikerül felismernie az igazságot, amely elmondása szerint „közös”, azaz minden ember számára hozzáférhető, ha csak a megfigyelésre és az értelemre támaszkodik, és nem képzel magának egy félrevezető értelmet. Hérakleitosz számos töredékében vádolja az embereket azzal, hogy képtelenek felismerni az igazságot, de hasonló elmarasztalásokat címzett olyan konkrét személyekhez is mint Homérosz, Hésziodosz, Kolophóni Xenophanész, Arkhilokhosz és Püthagorasz. Ez a közös igazság a „Logosz”, ami úgy értelmezendő: a dolgok arányos elrendezésének a módszere, vagy annak egységesítő kifejezése, amelyet majdhogynem a dolgok egyenként és összességükben vett szerkezeti tervének is lehet nevezni. A közös terv, vagy mérték szerinti elrendezés eredményeként a dolgok összessége, bár láthatólag sokféle, teljesen különálló részekből áll, valójában egyetlen összefüggő egészben egyesül: „Nem énrám, hanem a Logoszra hallgatva bölcs dolog egyetérteni azzal, hogy minden dolog egy.”

### Az ellentétek
Hérakleitosz az ellentétek között négy fajta csoportot különböztetett meg:
1. Ugyanaz a dolog vált ki ellentétes hatásokat az őt megítélők különböző csoportjainál. (Például „a tenger a legtisztább és a legmocskosabb víz; a halaknak iható és életben tartó, az embereknek ihatatlan és pusztító”, „szamaraknak kedvesebb a szecska az aranynál” az embereknek az arany a szecskánál stb.
2. Ugyanazon dolog különböző aspektusai ellentétes leírásokat tesznek lehetővé („Az út felfele és lefele ugyanaz”)
3. A jó és a kívánatos dolgok csak akkor lehetségesek ha ismerjük az ellentéteiket. (Nem létezik helyes a helytelen nélkül)
4. Minden dologban azonos módon jelen van mindkét ellentét (élő - holt, éber - alvó, ifjú - öreg, stb.)

Az ellentétek kapcsolatának négy fajtája két csoportra szűkíthető: A. 1.) és 3.) olyan ellentétek, amelyek egyazon alanyban foglaltatnak benne, illetve ez hozza őket létre. B. 2.) és 4) olyan ellentétek amelyek azáltal tartoznak össze, hogy egyazon állandó folyamat különböző stádiumai.

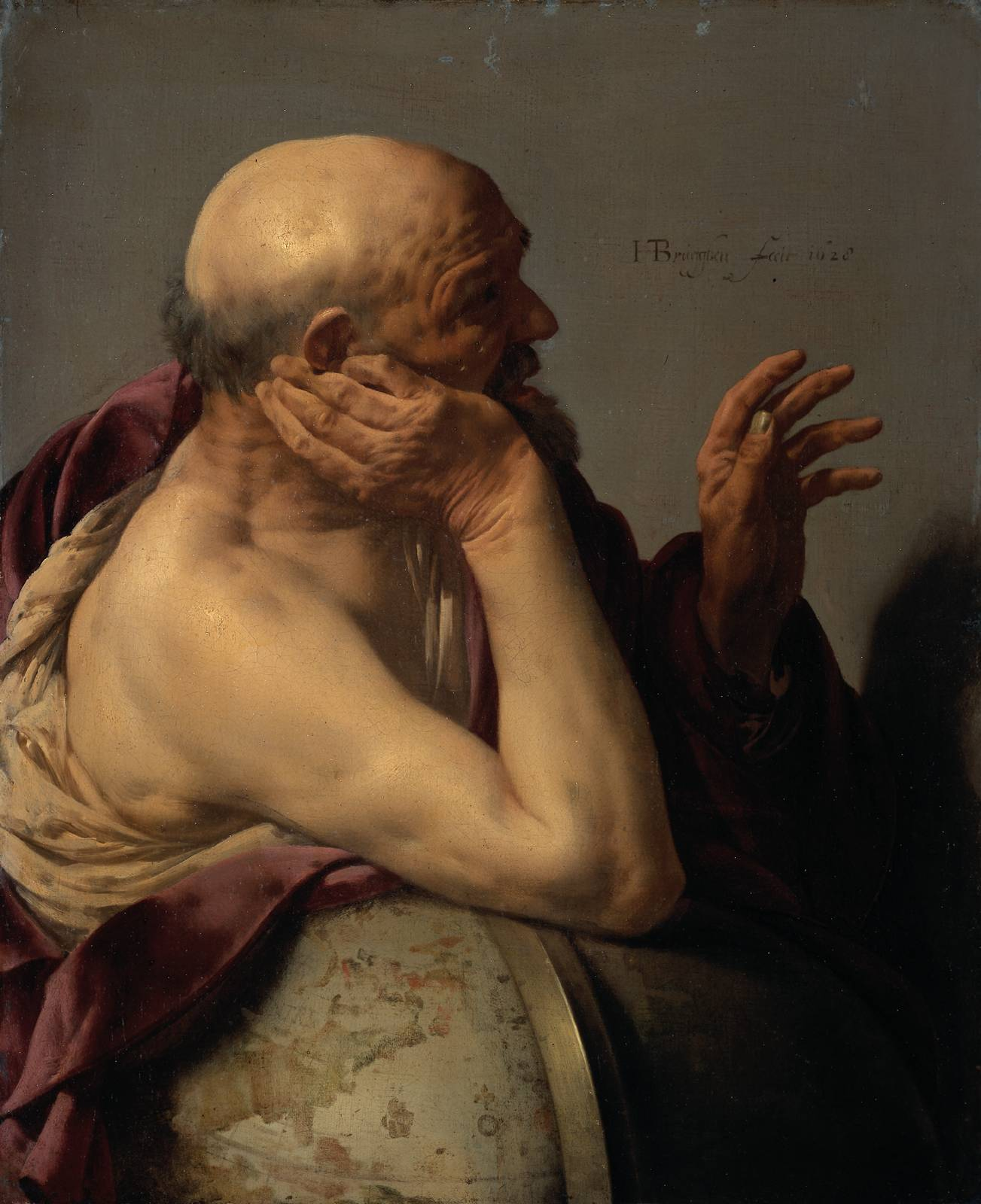
Hendrik ter Brugghen Hérakleitosz ábrázoló festménye

Hérakleitosz szerint minden ellentétpár egységet s egyszersmind sokaságot alkot. De különböző párok is összefüggésben állhatnak egymással: „Az összefogottak egészek és nem egészek: (ez) összetartó és széttartó, összehangolt és összehangolatlan, az összesből (származó) és az egyből (származó) összes.”
Szövegértelmezések szerint, az „egybefogottak” az ellentéteket jelölik, például az éjszakával a nappalt fogjuk össze stb. Ezek az egybefogottak részben egészek, amennyiben kontinuumot alkotnak, részben pedig egyedi összetevők. Így magyarázhatók Hérakleitosz azon kijelentései is, miszerint a dolgok összességéből egység alakul ki, és az is, hogy az egységből kiindulva különíthetőek el a dolgok egyedi aspektusai is.
Hérakleitosz az istent is ellentétpárokkal állítja viszonyba, pontosabban az összes ellentétpárral. Ez jelentheti azt, hogy Xenophanész gondolatát követte, így az istent közelebbről valószínűleg meg nem határozott módon a dolgokban benne levőnek, vagy összességükkel azonosnak tekintette. Hérakleitosz elutasította az antropomorf istenmagyarázatokat, ezért elutasította a istenkultuszokat és az istenimádást is. Mivel istent úgy határozta meg, mint az ellentétpárok összességét, ez azt jelenti, hogy mind a béke, mind a háború is isteni, azaz minden ellentétpár isteni, mindent áthat az irányító és egységesítő alkotóerő.
Az ellentétek láthatatlan összeköttetéssel vannak összekötve, mely Hérakleitosz szerint sokkal erősebb, mint minden „látható” összekötés. Ez az összekötés biztosítja a világban látható rendet: „…a viszálykodók egyetértésben vannak egymással…”, ami azt jelenti, hogy az ellentétek a megfelelő mértékben, kiegyensúlyozottan vannak jelen a világban. A kozmosz egyensúlya úgy tartható fent, hogy az egyik irányba haladó változás, előbb-utóbb a másik irányba fordul át, azaz ha végtelen harc folyik az ellentétek között. Ha az ellentétek közötti harc megszűnne, és egy ellentét túlsúlyba kerülne akkor a világ megsemmisülne.

### A folyóhasonlat
A világot állandó változásban lévőnek tekintette, amely mindig átalakul. Ezt olyan mondásokban fejezte ki, mint például a folyóhasonlat.
Azt mondja hogy minden mozgásban van és a folyó áramlásához hasonlítva a létezőket, azt mondja, hogy nem léphetsz kétszer ugyanabba a folyóba. 
„Senki sem lép kétszer ugyanabba a folyóba, mert az már nem ugyanaz a folyó, és ő sem ugyanaz az ember”  
A platóni értelmezés szerint, melyet egyaránt elfogadott Arisztotelész, Theophrasztosz és a doxográfusok is, Hérakleitosz a folyóhasonlattal a minden dologban jelenlevő abszolút változást akarta hangsúlyozni. A még látszólag nyugalomban levő dolgok is állandó változásban vannak, csak mi ezt nem látjuk mindig. Ilyen például a látszólag nyugalomban levő vasedény, ami viszont az idő elteltével megrozsdásodik, vagy egy tengerparti szirt, amit idővel kikezd a víz stb.

### A világ: örökké élő tűz
Hérakleitosz állítása szerint az egészében vett világrend tűzként írható le, amelynek olykor kihunynak részei, hogy így hozzák létre a másik két alapvető világanyagot, a tengert és a földet, máskor pedig fellobbannak. A tűz, a tenger és a föld között állandó változás megy végbe, mely változást az „aithér”-beli tűz irányít. A tűz a kozmológiai folyamatok mozgatója: látszólag ennek a régiójából származik az eső, amely végső soron a tengert táplálja, maga pedig (mivel a tűz nedvességet „fogyaszt”) a tengerről fölemelkedő kipárolgásokkal töltekezik.
Milétoszi értelemben Hérakleitosz esetében nem beszélhetünk kozmogóniáról: az ő esetében a tűz nem tekinthető eredendő alkotóanyagnak, abban az értelemben ahogyan a víz Thalésznál illetve a levegő Anaximenésznél. A világrendet sem isten, sem ember nem alkotta, hanem „mindig volt, van és lesz: örökké élő tűz, fellobban mértékre és elalszik mértékre.”
A lélek ugyancsak tűzből épül fel, a halála pedig a „nedvességbe” való teljes beleolvadás. A „működőképes” lélek száraz, azaz tüzes: „A száraz lélek a legbölcsebb és a legkiválóbb.” A lélek nedvesedése, például erős részegség hatására, gyermeteggé, beteggé teszi az embert és megfosztja erejétől: „A férfit, ha lerészegedett, serdületlen fiú vezeti; botladozik, nem veszi észre, hová lép, nedves lelke lévén.” Ez azt is jelenti, hogy Hérakleitosz az értelmet a lélekbe helyezte és olyan kozmikus tűzként írta le mint ami bizonyos mértékig rendelkezik a kozmikus tűz hatalmával. Ezt a gondolatot valószínűleg abból a megfigyelésből vette, hogy amíg az élő test meleg, addig a holt test hideg.

### Teológia

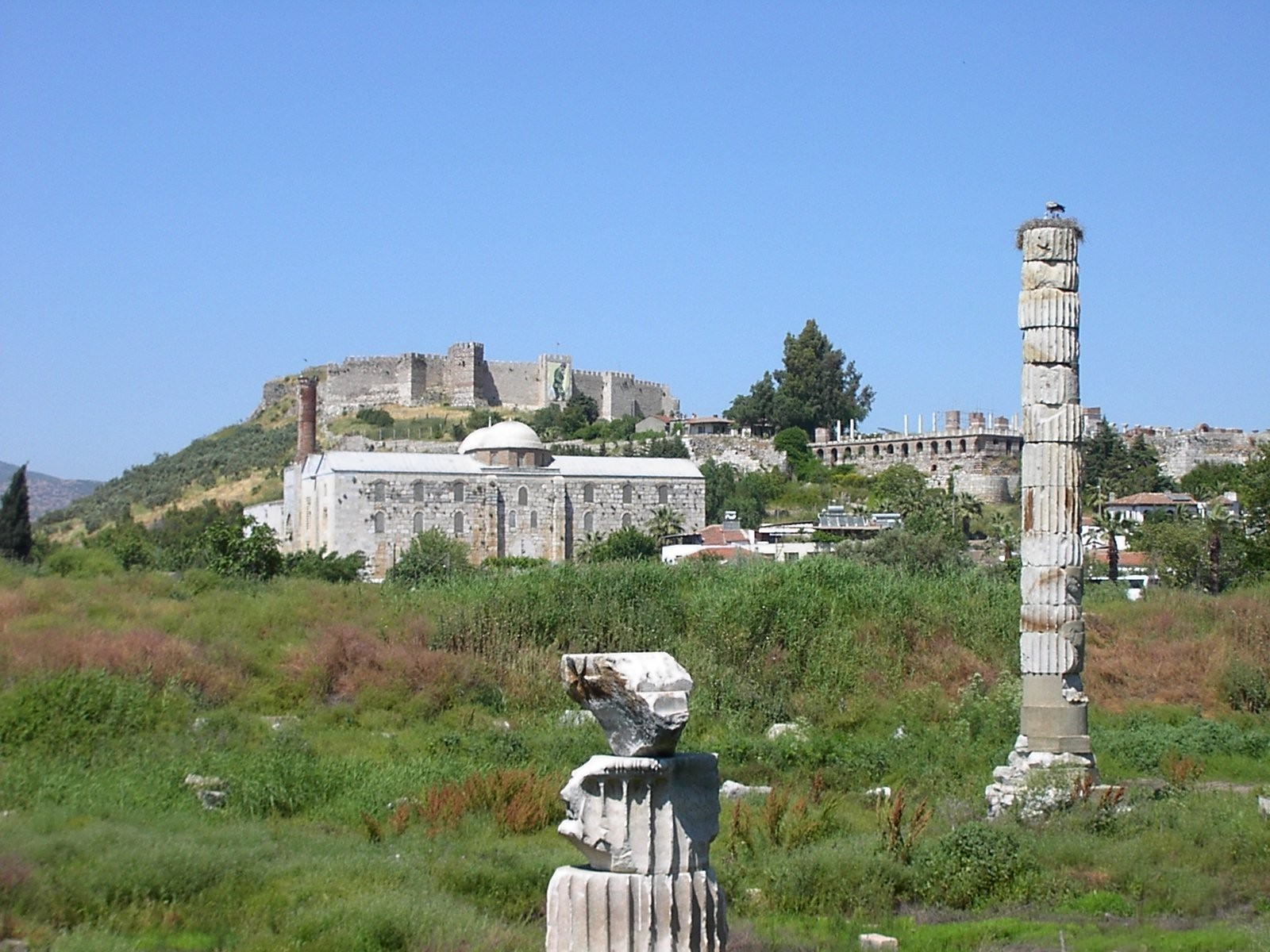
Az epheszoszi Artemisz-templom maradványai

Xenophanészhoz hasonlóan, Hérakleitosz is megvetette a korabeli, olümposzi istenvilág vallási antropomorfizmusát és bálványimádatot. Azonban nem vetette el teljesen az istenség eszméjét, hanem csak azt a módot, ahogyan az emberek viszonyulnak az istenekhez, ugyanis szerinte az emberek voltaképp nem tudják, nem ismerik az istenek valódi lényegét. Az emberek nem végzik helyesen a szertartásokat, és ezzel elvész a voltaképpeni misztérium lényege.

### Etika és politika
Hérakleitosz etikai tanítása formáját tekintve gnómikus és sokban hasonlít elődei tanításaihoz, bár ő sokkal nyersebben fejezte ki magát. Különösen fontosnak a mértékletességet tartotta, pontosabban azt, hogy az emberek legyenek tisztában saját képességeikkel. Az ember csak úgy válhat bölccsé, ha megismeri a dolgok központi jelentőségű szabályszerűségeit.
További fontos mozzanat Hérakleitosz etikájában az önvizsgálat folyamata: „Keresni kezdtem magamat.” Ebben a kifejezésben a Homérosznál gyakran előforduló állítás ellen fordul, miszerint az emberek nem mindig felelősek a tetteikért, hanem felsőbb, isteni hatalmak befolyásolják.

### Csillagászat
Nem maradt fenn Hérakleitosznak olyan töredéke, amelyben az égitestekről való gondolkodását fejtette volna ki. A csillagászatról való nézeteit a peripatetikus írásokból dokumentálódott Theophrasztosz jegyezte le, akinek feljegyzéseit Diogenész Laertiosz örökítette meg. Ezen írások szerint Hérakleitosz az égitesteket tűzzel töltött szilárd üstökként képzelte el. Ezt a tüzet a tengerekből felpárolgó nedvesség táplálja, amely összegyűlik az üstökben és tüzelőanyag módjára ég. A Hold fázisait, a holdfogyatkozást és a napfogyatkozást is az üstök elfordulásával magyarázta. Az üstök felépítéséről és keletkezéséről azonban nem beszélt.

## Magyarul
- Mousai hē peri physeós / Hérakleitos múzsái vagy a természetről; görögül és magyarul, bev. Kövendi Dénes, tan. Hamvas Béla; Officinal, Bp., 1936
- Hérakleitos 131 fennmaradt mondata; ford. Hamvas Béla; Forum, Bp., 1947 (Index röpirat- és vitairat-könyvtár)
- Hérakleitos múzsái vagy A természetről. Pontos irányítás az élet célja felé; tan. Kerényi Károly, Kövendi Dénes, összeáll., szöveggond., utószó Steiger Kornél; Helikon, Bp., 1983 (Helikon stúdió)